# Joseph-Conrad de Schroffenberg
Joseph Konrad Freiherr von Schroffenberg-Mös (né le 3 février 1743 à Constance, mort le 4 avril 1803 à Berchtesgaden) est le prince-prévôt de Berchtesgaden à partir de 1780, prince-évêque de Frisingue et soixante-sixième évêque de Ratisbonne et prince-évêque de la principauté épiscopale de Ratisbonne à partir de 1790 jusqu'à la sécularisation de la Bavière en 1803.

## Biographie
D'une formation académique d'avocat, Schroffenberg prononce ses vœux religieux d'augustinien le 28 octobre 1770 et reçoit son ordination le 6 décembre 1770. Il commence sa carrière comme capitulaire à Berchtesgaden lorsqu'il est élu prince-prévôt en 1780, succédant à Maximilien-Procope de Toerring-Jettenbach également comme évêque de Frisingue en 1789 et comme évêque de Ratisbonne en 1790.
En tant que régent de la prévôté du prince de Berchtesgaden, après les pertes de ses prédécesseurs, il cherche à rembourser les dettes passées à 335 000 florins de "dettes sécurisées" et 50 000 florins de "dettes courantes" dans le petit territoire qui est encore indépendant, et à accroître sa puissance économique. En particulier, la frugalité de Schroffenberg à sa propre cour est très appréciée des habitants du pays de Berchtesgaden. Cependant, ses efforts sont à nouveau presque anéantis en 1786 et 1787 par l'inondation des marais salants de Schellenberg et de Frauenreut avec des fermes et barrages parfois complètement détruits. En revanche, il s'attaque au système éducatif avec un succès durable, lorsqu'il fait créer une première école secondaire ou école normale à Berchtesgaden en 1792 et une école de filature de coton en 1793. Les relations avec l'électorat de Bavière s'améliorent considérablement. Afin de mettre le pays sur une base économiquement sûre, il conclut un contrat avec la Bavière le 28 avril 1795, selon lequel il reçoit toutes les salines de Berchtesgaden pour un paiement de 50 000 florins par an et 200 florins pour chaque capitulaire.
À la suite des bouleversements politiques de la sécularisation de la Bavière en 1803, Schroffenberg perd sa domination. Frisingue est annexée le 27 novembre 1802 par les troupes de l'Armée bavaroise commandée par Adam von Aretin, l'évêché de Freising est dissous. Schroffenberg est ainsi le dernier prince-évêque de Freising. La principauté épiscopale de Ratisbonne est transformée en principauté de Ratisbonne en 1803 sous le gouvernement de l'archichancelier Charles-Théodore de Dalberg, qui est élu son successeur comme évêque alors que Schroffenberg est encore en vie. La prévôté de Berchtesgaden est annexée à l'archiduché d'Autriche en 1803, de sorte qu'il est aussi le dernier prince-prévôt de Berchtesgaden.
Il meurt d'un accident vasculaire cérébral dans la dernière résidence qui lui reste, le château d'Adelsheim (de), peu de temps après sa retraite de prince-prévôt. Il est enterré sous une dalle funéraire en pierre de l'église collégiale Saints-Pierre-et-Jean-Baptiste de Berchtesgaden.